# Gemenebestspelen 1990
De veertiende editie van de Gemenebestspelen (Commonwealth Games) werden gehouden van 24 januari tot en met 3 februari 1990 in Auckland, Nieuw-Zeeland. Nieuw-Zeeland was het derde land na achtereenvolgens Canada en Australië dat de spelen voor de derde keer organiseerde. Auckland was de tweede stad na Edinburgh (in 1986) waar de spelen voor de tweede keer plaatsvonden.
Een recordaantal van 55 teams nam deel. Debuterende teams waren de Britse-Maagdeneilanden, Brunei, Nauru en de Seychellen. Van de deelnemers in 1986 ontbrak alleen Fiji op deze editie.
Net als op de drie edities van 1978-1986 werden er tien sporten beoefend op de Gemenebestspelen. De sporten worstelen, dat de dertien voorgaande edities telkens op het programma stond, en roeien maakten plaats voor gymnastiek (met de disciplines turnen dat 1x eerder op het programma stond en ritmische gymnastiek) en judo dat voor de eerste keer op het programma stond. Voor het eerst werden er ook wedstrijden voor vrouwen in de wielersport georganiseerd. Bij het gewichtheffen werden in de tien gewichtsklassen medailles uitgereikt voor de gebruikelijke combinatie van trekken en stoten en voor bij het
trekken en stoten apart. Het “Mount Smart Stadium” fungeerde als de centrale accommodatie waar de spelen plaatsvonden.

## Deelnemende teams

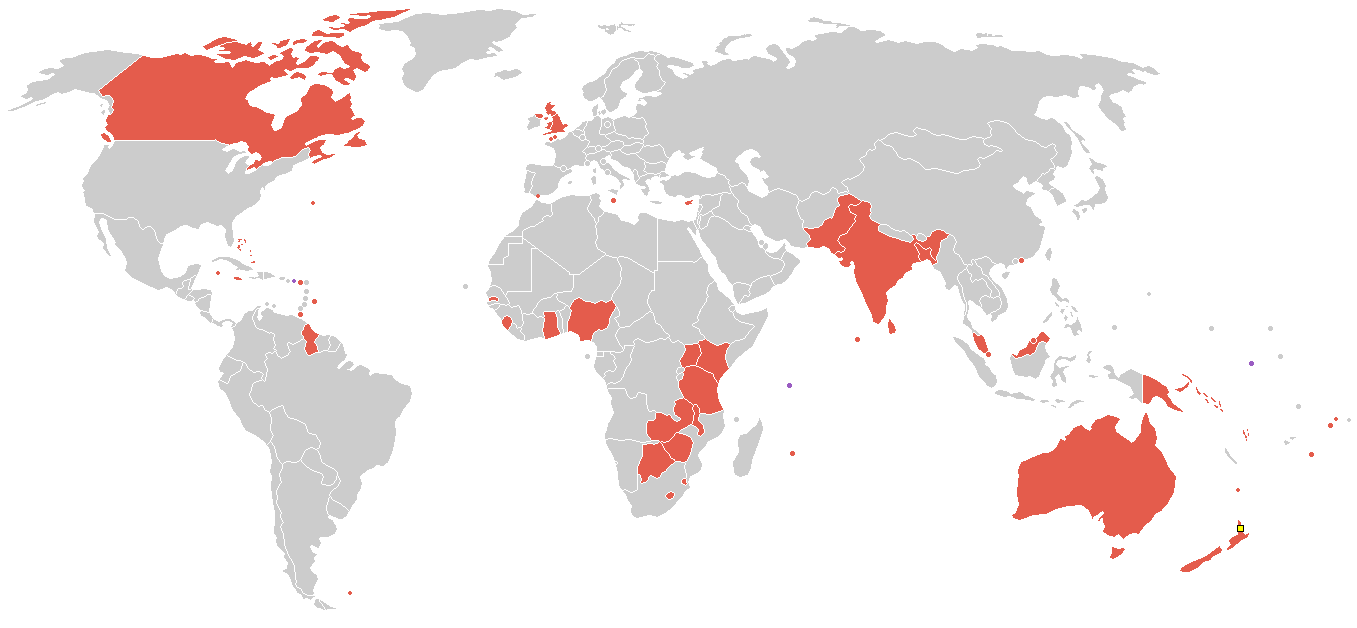
Deelnemende teams

## Sporten
| Sport                                             | Onderdelen | Onderdelen | Onderdelen | Onderdelen |
| Sport                                             | Tot.       | M          | V          | Mix        |
| ------------------------------------------------- | ---------- | ---------- | ---------- | ---------- |
| Atletiek                                          | 42         | 23         | 19         |            |
| Badminton                                         | 6          | 2          | 2          | 2          |
| Boksen                                            | 12         | 12         | 0          |            |
| Bowls                                             | 6          | 3          | 3          |            |
| Gewichtheffen                                     | 30         | 30         | 0          |            |
| Gymnastiek Ritmische gymnastiek Turnen            | 5 14       | 0 8        | 5 6        |            |
| Judo                                              | 16         | 8          | 8          |            |
| Schietsport                                       | 22         | 22         | 0          |            |
| Wielersport                                       | 11         | 8          | 3          |            |
| Zwemsport Schoonspringen Synchroonzwemmen Zwemmen | 6 2 32     | 3 0 16     | 3 2 16     |            |
| Totaal                                            | 204        | 135        | 67         | 2          |

## Medailleklassement
|        | Land                | Goud | Zilver | Brons | Totaal |
| ------ | ------------------- | ---- | ------ | ----- | ------ |
| 1      | Australië           | 52   | 54     | 56    | 162    |
| 2      | Engeland            | 47   | 40     | 42    | 129    |
| 3      | Canada              | 35   | 41     | 37    | 113    |
| 4      | Nieuw-Zeeland       | 17   | 14     | 27    | 58     |
| 5      | India               | 13   | 8      | 11    | 32     |
| 6      | Wales               | 10   | 3      | 12    | 25     |
| 7      | Kenia               | 6    | 9      | 3     | 18     |
| 8      | Nigeria             | 5    | 13     | 7     | 25     |
| 9      | Schotland           | 5    | 7      | 10    | 22     |
| 10     | Maleisië            | 2    | 2      | 0     | 4      |
| 11     | Jamaica             | 2    | 0      | 2     | 4      |
| 11     | Oeganda             | 2    | 0      | 2     | 4      |
| 13     | Noord-Ierland       | 1    | 3      | 5     | 9      |
| 14     | Nauru               | 1    | 2      | 0     | 3      |
| 15     | Hongkong            | 1    | 1      | 3     | 5      |
| 16     | Cyprus              | 1    | 1      | 0     | 2      |
| 17     | Bangladesh          | 1    | 0      | 1     | 2      |
| 17     | Jersey              | 1    | 0      | 1     | 2      |
| 19     | Bermuda             | 1    | 0      | 0     | 1      |
| 19     | Guernsey            | 1    | 0      | 0     | 1      |
| 19     | Papoea-Nieuw-Guinea | 1    | 0      | 0     | 1      |
| 22     | Zimbabwe            | 0    | 2      | 1     | 3      |
| 23     | Ghana               | 0    | 2      | 0     | 2      |
| 24     | Tanzania            | 0    | 1      | 2     | 3      |
| 25     | Zambia              | 0    | 0      | 3     | 3      |
| 26     | Bahama's            | 0    | 0      | 2     | 2      |
| 26     | West-Samoa          | 0    | 0      | 2     | 2      |
| 28     | Guyana              | 0    | 0      | 1     | 1      |
| 28     | Malta               | 0    | 0      | 1     | 1      |
| Totaal | Totaal              | 205  | 203    | 231   | 639    |

Atletiek · Badminton · Boksen · Bowls · Gewichtheffen · Judo · Ritmische gymnastiek · Schietsport · Schoonspringen · Synchroonzwemmen · Turnen · Wielersport · Zwemmen
1930 ·
1934 ·
1938 ·
1950 ·
1954 · 
1958 · 
1962 · 
1966 ·
1970 · 
1974 ·
1978 ·
1982 ·
1986 ·
1990 ·
1994 ·
1998 ·
2002 ·
2006 ·
2010 ·
2014 ·
2018 ·
2022 ·
2026